# Даценко Іван Дмитрович
Іван Дмитрович Даценко (4 січня 1867 — 15 грудня 1918, Дарниця) — російський, пізніше український військовий діяч. Генерал-майор російської армії, у 1918 році — генеральний хорунжий збройних сил Української Держави.

## Життєпис
Народився 4 січня 1867 року. Освіту здобув у Ярославській військовій прогімназії. 
На службу вступив 19 серпня 1983 року. У 1886 році закінчив Київське піхотне юнкерське училище. 3 жовтня 1886-го отримав звання підпоручика, після чого служив у 36-му піхотному резервному кадровому батальйоні. 3 жовтня 1890-го підвищений до поручика, 6 травня 1900-го — до штабс-капітана. Станом на 1 січня 1910 року Даценко — капітан 2-го Івангородського фортечного полку. 
З 26 лютого 1910 року — підполковник 71-го піхотного Белевського полку. Брав участь у Першій світовій війні. За бій 23–24 серпня 1914 року був нагороджений орденом Святого Георгія IV ступеня. З 29 березня 1915 року — полковник, командир 179-го піхотного Усть-Двинського полку, з яким воював у Польщі і на Румунському фронті. У 1917 році командував бригадою 20-ї Сибірської стрілецької дивізії. З осені 1917 року — генерал-майор, начальник 113-ї піхотної дивізії. 
8 червня 1918 року Даценко був призначений начальником 13-ї пішої дивізії збройних сил Української Держави. З 2 липня 1918 року — помічник начальника 9-ї пішої дивізії армії Української Держави. З 3 рудня 1918 року — начальник цієї дивізії та командувач військ, що боролися проти військ Директорії УНР під час Антигетьманського повстання. Загинув від рук повстанців на станції Дарниця під Києвом 15 грудня 1918-го.